# Tsakistra
Tsakistra (gr. Τσακίστρα) – wieś w Republice Cypryjskiej, w dystrykcie Nikozja. W 2011 roku liczyła 79 mieszkańców.